# Mésorégion du Marajó
Pour les articles homonymes, voir Marajo.

Localisation de la mésorégion du Marajó

La mésorégion du Marajó est une des six mésorégions de l'État du Pará. Elle est formée par la réunion de seize municipalités regroupées en trois microrégions. Elle a une aire de 104.139,299 km² pour une population de 425.163 habitats (IBGE 2006). Son IDH est de 0,627 (PNUD/2000). Elle est bordée, sur sa partie Nord, par l'Océan Atlantique. C'est sur son territoire que se forme le delta de l'Amazone

## Microrégions[1]
- Arari
- Furos de Breves
- Portel

## Mésorégions limitrophes
- Bas Amazonas
- Métropolitaine de Belém
- Nord-Est du Pará
- Sud-Ouest Paraense
- Sud de l'Amapá (Amapá)
- Centre amazonien (Amazonas)